# 點荷包魚
點荷包魚，為輻鰭魚綱鱸形目鱸亞目蓋刺魚科的其中一個種。

## 分布
本魚分布於西太平洋，包括澳洲、新喀里多尼亞，諾福克島等海域。

## 深度
水深1至40公尺。

## 特徵
本魚體卵圓形，吻圓鈍，口小；身體上半部為藍灰色, 褐色到黑色的在半邊側面上。 鰓蓋與胸鰭與尾鰭基部為黃色； 胸鰭與尾鰭、吻的外部部份為黑色； 唇、腹鰭微白色的或淺藍色。眼睛有藍色的環； 前鰓蓋骨與鰓蓋邊緣為藍色。背鰭硬棘13枚；背鰭軟條18枚；臀鰭硬棘3枚；臀鰭軟條18枚，體長可達10公分。

## 生態
本魚棲息在較深的珊瑚礁，通常成對出現，以海綿及被囊類為食。

## 經濟利用
為觀賞性魚類。